# 1970年亚洲柔道锦标赛
1970年亚洲柔道锦标赛在中华民国高雄举办。

## 奖牌概况

### 男子项目
| Event                        | 金牌               | 银牌               | 铜牌                      |
| 轻量级 (63 kg) （詳細）      | 川口孝夫（日本）   | 尹恭和（大韩民国） | 纪俊安（中華臺北）        |
| 轻量级 (63 kg) （詳細）      | 川口孝夫（日本）   | 尹恭和（大韩民国） | Hardjasa（印度尼西亚）    |
| 轻中量级 (70公斤) （詳細）   | 野村丰和（日本）   | 金大根（大韩民国） | Geronimo Dyogi（菲律宾）  |
| 轻中量级 (70公斤) （詳細）   | 野村丰和（日本）   | 金大根（大韩民国） | 黄宫富（中華臺北）        |
| 中量级 (80公斤) （詳細）     | 崔圭本（大韩民国） | 后藤诚一（日本）   | Garcia（菲律宾）          |
| 中量级 (80公斤) （詳細）     | 崔圭本（大韩民国） | 后藤诚一（日本）   | 黄正男（中国）            |
| 轻重量级 (93公斤) （詳細）   | 河原月夫（日本）   | 许利彦（中華臺北） | 郑利秀（大韩民国）        |
| 轻重量级 (93公斤) （詳細）   | 河原月夫（日本）   | 许利彦（中華臺北） | Fernando Garcia（菲律宾） |
| 重量级 (93公斤以上) （詳細） | 前岛延行（日本）   | 郑三铉（大韩民国） | 郑富雄（中国）            |
| 重量级 (93公斤以上) （詳細） | 前岛延行（日本）   | 郑三铉（大韩民国） | Kan（新加坡）             |
| 无差别 （詳細）              | 西村昌树（日本）   | 河原月夫（日本）   | 许利彦（中華臺北）        |
| 无差别 （詳細）              | 西村昌树（日本）   | 河原月夫（日本）   | 郑三铉（大韩民国）        |

### 奖牌榜
| 排名  | 国家／地区 | 金牌 | 银牌 | 铜牌 | 總數 |
| ----- | ---------- | ---- | ---- | ---- | ---- |
| 1     | 日本       | 5    | 2    | 0    | 7    |
| 2     |            | 1    | 3    | 2    | 6    |
| 3     | 中華臺北   | 0    | 1    | 1    | 2    |
| 4     | 中國       | 0    | 0    | 4    | 4    |
| 5     | 菲律賓     | 0    | 0    | 3    | 3    |
| 6     | 印度尼西亞 | 0    | 0    | 1    | 1    |
| 6     | 新加坡     | 0    | 0    | 1    | 1    |
| Total | Total      | 6    | 6    | 12   | 24   |